# Cristian Terheș
Cristian Terheș, né le 4 décembre 1978 à Zalău, est un homme politique roumain, membre du Parti national conservateur roumain (PNCR).
Il est élu député européen lors des élections européennes de 2019 avec le Parti social-démocrate (PSD).
Il rejoint le Parti national paysan chrétien-démocrate (PNȚ-CD) en mai 2020 puis devient membre du Mouvement politique chrétien européen (ECPM).

## Biographie
Né à Zalău, il étudie la théologie à l'Université Babeș-Bolyai de Cluj-Napoca et est consacré prêtre de l'Église gréco-catholique roumaine à Oradea. Il étudié le journalisme au Fullerton College à Fullerton, en Californie, et a travaillé au Santiago Canyon College à Orange, en Californie. Il s'installe à Irvine, toujours en Californie, et est devenu membre du clergé dans une église gréco-catholique locale, mais a également travaillé comme analyste commercial,.
Terheș s'implique dans la politique roumaine, tout d'abord dans l'opposition au PSD au pouvoir, qu'il qualifia de corrompu. Il est devenu célèbre en 2012, lorsqu'il participe à la campagne référendaire sur le limogeage du président roumain de l'époque Traian Băsescu ; il fait pression en faveur Băsescu (qui était opposé aux sociaux-démocrates) au Congrès des États-Unis. En 2014, Terheș s'oppose à l'élection de Victor Ponta (du PSD) à la présidence.
En 2016, il devient commentateur régulier de la chaîne de télévision Antena 3 affiliée au PSD et de România TV. Dans le même temps, il devient un partisan du PSD au pouvoir, dans ses commentaires publics, il soutient la suspension du président libéral Klaus Iohannis. En 2019, il est classé quatrième sur la liste PSD pour les élections européennes de 2019 et a été élu membre du Parlement européen. En raison d'une activité politique incompatible avec son statut de prêtre, l'éparchie catholique roumaine d'Oradea Mare l'a libéré, en 2019, de l'exercice des fonctions sacerdotales.

## Activité de député européen
Cristian Terheș profite d’un discours prononcé en septembre 2021 au Parlement européen pour déclarer que les vaccins expérimentaux contre le coronavirus ne sont pas sûrs. Le 11 novembre 2021, il dépose une requête auprès de la Cour européenne des droits de l'homme à Strasbourg pour protester contre diverses mesures prises par le gouvernement roumain pour lutter contre la pandémie de Covid-19, alléguant une violation de l'article 5 (droit à la liberté et à la sûreté). Sa demande est rejetée par la CEDH pour irrecevabilité, la Cour notant que les mesures « ne pouvaient être assimilées à une assignation à résidence » et que Terheș n'avait pas expliqué leur impact sur sa situation personnelle.
En juillet 2023, il est annoncé tête de liste de l'Alliance pour l'unité des Roumains aux élections européennes de 2024.